# Мажента (футбольний клуб)
Спортивна асоціація «Мажента Нікель» (фр. Association sportive Magenta Nickel) — новокаледонський футбольний клуб з Нумеа, заснований у 1966 році. Виступає у Чемпіонаті Нової Каледонії. Домашні матчі приймає на стадіоні «Стад Нума Далі», місткістю 10 000 глядачів.

## Досягнення

### Національні
- Чемпіонат Нової Каледонії
  - Чемпіон: 2002–03, 2003–04, 2004–05, 2007–08, 2008–09, 2009, 2012, 2014, 2015, 2016, 2018, 2023
- Кубок Нової Каледонії
  - Володар: 1969, 1970, 1971, 1972, 1975, 1996, 2000, 2001, 2002, 2002–03, 2003–04, 2004–05, 2010, 2014, 2016

### Міжнародні
- Ліга чемпіонів ОФК
  - Фіналіст: 2005.